# شاویه وردیغه
شاویه وردیغه یکی از منطقه‌های مراکش بود که در مرکز این کشور قرار داشت. این منطقه ۷٬۰۱۰ کیلومتر مساحت داشته و جمعیت آن در سال ۲۰۰۴ برابر با ۱٬۶۵۵٬۶۶۰ نفر بوده است. مرکز منطقه شاویه وردیغه شهر سطات بود.